# 砂田遥
砂田 遥（すなだ はるか、1988年4月18日 - ）は、日本の元女子バレーボール選手。

## 来歴
茨城県つくば市出身。大成女子高を経て、2007年武富士バンブーに入団。2008年、第1回アジアカップ女子大会の日本代表メンバーに選出された。
2009年5月武富士バンブー廃部に伴い、同年7月VチャレンジリーグのPFUブルーキャッツに移籍。
2014年5月、現役を引退。

## 球歴
- 全日本代表 - 2008年

## 所属チーム
- 大成女子高等学校
- 武富士バンブー（2007-2009年）
- PFUブルーキャッツ（2009-2014年）